# Malvathu
Der Malvathu oder Malvatu Oya (singhalesisch මල්වතු ඔය) ist ein ca. 164 km langer Küstenfluss auf der Insel Sri Lanka; er ist der zweitlängste Fluss des Landes. Der nördliche Teil des Flusses wird Aruvi Aru oder Aruvi genannt, manchmal auch der komplette Fluss.

## Verlauf
Der Fluss entspringt in den Ritigala und Inamaluwa Hills und verbindet Anuradhapura, die Hauptstadt der Nördlichen Zentralprovinz, mit der nordwestlich gelegenen Küste von Mannar.

## Stauseen
Der Fluss wird südlich von Anuradhapura im Nachchaduwa Tank (Nachchaduwa Wewa) und ca. 25 km vor seiner Mündung im bereits vor Jahrhunderten angelegten Giants Tank (Yodha Wewa) zu Bewässerungszwecken gestaut.